# .dk
.dk este un domeniu de internet de nivel superior, pentru Danemarca (ccTLD).